# Onciderini
Los onciderinos (Onciderini) son una tribu de coleópteros crisomeloideos de la familia Cerambycidae.
Es de distribución neotropical, con ocho especies en tres géneros llegando hasta Norteamérica. Hay casi 500 especies en más de 80 géneros.

## Géneros
Incluye los siguientes géneros:
- Agaritha
- Alexera
- Apamauta
- Apocoptoma
- Bacuris
- Bucoides
- Cacostola
- Carenesycha
- Cherentes
- Chitron
- Cicatrodea
- Cipriscola
- Clavidesmus
- Cnemosioma
- Cordites
- Cydros
- Cylicasta
- Delilah
- Ecthoea
- Ephiales
- Esonius
- Eudesmus
- Eupalessa
- Euthima
- Furona
- Glypthaga
- Hesycha
- Hesychotypa
- Hypselomus
- Hypsioma
- Iaquira
- Ischiocentra
- Ischioderes
- Ischiosioma
- Jamesia
- Japi
- Lachaerus
- Lachnia
- Lesbates
- Leus
- Lingafelteria
- Lochmaeocles
- Lydipta
- Marensis
- Microcanus
- Midamiella
- Monneoncideres
- Neocherentes
- Neodillonia
- Neohylus
- Neolampedusa
- Oncideres
- Oncioderes
- Onocephala
- Paratrachysomus
- Paratritania
- Pericasta
- Periergates
- Peritrox
- Plerodia
- Priscatoides
- Prohylus
- Proplerodia
- Pseudobeta
- Pseudoperma
- Psyllotoxoides
- Psyllotoxus
- Sternycha
- Stethoperma
- Strioderes
- Sulpitus
- Taricanus
- Tibiosioma
- Touroultia
- Trachysomus
- Trestoncideres
- Trestonia
- Tritania
- Tulcoides
- Tulcus
- Tybalmia
- Typhlocerus
- Ubytyra
- Venustus
- Xylomimus